# Comissão de Graduação
Comissão de Graduação (CG) é o órgão colegiado das unidades (Institutos, Faculdades e Escolas) da Universidade de São Paulo que trata do ensino de graduação daquela unidade. Em geral ela é composta por um docente de cada departamento e por um representante discente. Um dos docentes é eleito presidente, e ele fica responsável por organizar as atividades do órgão.
Dentre as atividades da Comissão de Graduação estão a definição das regras, do currículo e da grade horária do curso de graduação, o julgamento de requerimentos que a ela são entregues e a avaliação didática das disciplinas do curso. Em alguns casos, suas decisões estão subordinadas às decisões de instâncias superiores como a Congregação e o Conselho Universitário (CO).